# Ctenolophus
Genre
Ctenolophus est un genre d'araignées mygalomorphes de la famille des Idiopidae.

## Distribution
Les espèces de ce genre sont endémiques d'Afrique du Sud.

## Liste des espèces
Selon World Spider Catalog (version 21.0, 05/05/2020) :
- Ctenolophus cregoei (Purcell, 1902)
- Ctenolophus fenoulheti Hewitt, 1913
- Ctenolophus kolbei (Purcell, 1902)
- Ctenolophus oomi Hewitt, 1913
- Ctenolophus pectinipalpis (Purcell, 1903)
- Ctenolophus spiricola (Purcell, 1903)

## Publication originale
- Purcell, 1904 : Descriptions of new genera and species of South African spiders. Transactions of the South African Philosophical Society, vol. 15, p. 115-173 (texte intégral).